# سیمون کورازا
سیمون کورازا (انگلیسی: Simone Corazza؛ زادهٔ ۲۲ مارس ۱۹۹۱) بازیکن فوتبال اهل ایتالیا است.
از باشگاه‌هایی که در آن بازی کرده‌است می‌توان به باشگاه فوتبال سمپدوریا، باشگاه فوتبال نووارا، و باشگاه فوتبال ونتزیا اشاره کرد.